# Mehdi Mahdavikia
Pour les articles homonymes, voir Mehdi.
Mehdi Mahdavikia, né le 24 juillet 1977 à Téhéran (Iran), est un footballeur iranien. Il mesure 1,72 m.

## Biographie

### En équipe nationale
Mehdi Mahdavikia débute en sélection en décembre 1997 à l'occasion d'un match contre l'équipe d'Irak.
Mahdavikia participe à la coupe du monde 2006 avec l'équipe d'Iran. Il a disputé la coupe du monde 1998 où il est devenu célèbre après avoir marqué un but contre les États-Unis.
Le 24 juin 2009, suivant le soulèvement postélectoral en Iran en 2009, Mahdavikia et trois de ses coéquipiers sont sanctionnés après le port d'un brassard en soutien de Mir Hossein Moussavi, le candidat malheureux de l'élection Iranienne, lors du match Iran-Corée du Sud. À la suite de ce geste, ils sont privés de sélection nationale iranienne.

## Palmarès
- 111 sélections en équipe nationale (13 buts) entre 1996 et 2009.
- Champion d'Iran en 1996, 1997 et 1999.
- Finaliste de la Coupe d'Iran de football en 2013.
- Vainqueur de la Coupe de la Ligue d'Allemagne de football en 2003.
- Vainqueur de la Coupe Intertoto 2005.